# Harald Neukirch
Harald Neukirch (* 4. August 1928 in Döbeln; † 21. Januar 2011 in Tunesien) war ein deutscher Opernsänger (Tenor).

## Leben
Neukirch erlernte zunächst den Beruf eines Tischlers. Nachdem er im Zweiten Weltkrieg in russische Gefangenschaft geraten war, begann er 1949 mit einer Gesangsausbildung. Seine Laufbahn als Sänger begann im Chor der Landesbühne Sachsen Dresden-Radebeul. Von 1953 bis 1955 war er Mitglied des Opernchores der Dresdner Staatsoper. Seit 1955 trat er dort als Gesangssolist auf und debütierte als Pedrillo in der Entführung aus dem Serail. 1956 sang er im Chor der Bayreuther Festspiele und von 1958 bis 1961 übernahm er dort auch kleinere Solopartien. 
Große Erfolge erlebte er in Dresden unter anderem als Ferrando in Così fan tutte, Tamino in der Zauberflöte und David in den Meistersingern von Nürnberg. Ab 1961 wurde er als Ensemblemitglied an die Staatsoper Berlin engagiert, wo er unter anderem bei der Uraufführung der Oper Lanzelot von Paul Dessau mitwirkte. Mit der Staatsoper Berlin unternahm er zahlreiche Gastspielreisen ins Ausland, blieb aber Dresden als ständiger Gast verbunden.  
Neukirch gastierte außerdem in Budapest, Bratislava, bei den Händel-Festspielen in Halle und bei den Festspielen in Perugia und wirkte zudem als Oratorien-Sänger. International wurde er insbesondere als Interpret von Buffo-Partien bekannt. Den David (Meistersinger) sang er in Dresden, Berlin, an der Wiener Staatsoper, am Moskauer Bolschoi-Theater und an der Oper Lyon,  
Neukirch wurde zum Kammersänger ernannt und beendete 1993 seine Laufbahn als Sänger.

## Aufnahmen
- D’Albert: Tiefland (Berlin Classics)
- Bizet: Carmen – Querschnitt (EMI)
- Lehár: Die lustige Witwe – Querschnitt (Berlin Classics)
- Lortzing: Der Waffenschmied – Querschnitt (Berlin Classics)
- Mozart: Die Entführung aus dem Serail (Deutsche Grammophon)
- Mozart: Die Zauberflöte (Eurodisc)
- Orff: Die Kluge (Berlin Classics)
- Puccini: Il tabarro (Profil)
- Rossini: Der Barbier von Sevilla (EMI)
- Smetana: Die verkaufte Braut (Berlin Classics)
- Strauss, Johann II: Eine Nacht in Venedig – Querschnitt (Berlin Classics)
- Strauss, Richard: Salome (Berlin Classics)
- Verdi: Otello – Querschnitt (Eterna – LP)
- Wagner: Die Meistersinger von Nürnberg (Orfeo)
- Weber: Euryanthe (EMI)
- Ein Opernabend mit Harald Neukirch (Eterna – LP)

## Film
- Das Stacheltier – Salon Pitzelberger (1965), als Casimir[1]